# Catch Me If You Can (musical)
Catch Me If You Can è un musical con libretto di Terrence McNally e musiche e testi di Marc Shaiman e Scott Wittman. Segue la storia del truffatore Frank Abagnale. La maggioranza della trama è presa dal film omonimo (in italiano Prova a prendermi) del 2002, a sua volta basato sull'autobiografia di Abagnale del 1980.
Dopo prove a Seattle nel 2009, Catch Me If You Can apre a Broadway al Neil Simon Theatre nell'aprile 2011. La produzione riceve quattro nomination ai Tony Award, incluso al Miglior musical, vincendo il Miglior attore protagonista in un musical per Norbert Leo Butz.